# Micrablepharus maximiliani
Micrablepharus maximiliani är en ödleart som beskrevs av  Johannes Theodor Reinhardt och LÜTKEN 1862. Micrablepharus maximiliani ingår i släktet Micrablepharus och familjen Gymnophthalmidae. Inga underarter finns listade i Catalogue of Life.